# 达科·阿尼奇
达科·阿尼奇（Darko Anić，1974年3月5日—），是一名已经退役的塞尔维亚职业足球运动员，曾经效力于比利时、德国、土耳其、中国、沙特阿拉伯等多个国家的职业俱乐部。

## 荣誉
- Crvena Zvezda
  - 南斯拉夫杯冠军：1997
- Club Brugge
  - 比利时足球甲级联赛冠军：1997-98
  - 比利时超级杯冠军：1998
- 山东鲁能泰山
  - 中国足协杯冠军：2004
  - 中国足球超级联赛杯冠军：2004
- 阿赫利
  - 沙特王子杯冠军：2007
  - 沙特杯（英语：Saudi Federation Cup）冠军：2007